# Guanosina monofosfato
A Guanosina monofosfato (GMP), também conhecida como ácido 5'-guanílico, é um nucleotídeo composto pela união da base nitrogenada guanina, o açúcar ribose e um grupo fosfato. É um componente essencial do RNA e desempenha papéis significativos no metabolismo celular.
Estrutura Química
A GMP é formada pela esterificação do ácido fosfórico com o nucleosídeo guanosina. Sua fórmula molecular é C₁₀H₁₄N₅O₈P, e a massa molar é de 363,22 g/mol. A estrutura consiste em um grupo fosfato ligado ao carbono 5' do ribose, que, por sua vez, está ligado à guanina.
Funções Biológicas
No metabolismo celular, a GMP é produzida pela desaminação da adenosina monofosfato (AMP) ou pela hidrólise do guanosina trifosfato (GTP). É um precursor na síntese de ácidos nucleicos e participa de vias de sinalização celular.
Uso como Aditivo Alimentar

A GMP é utilizada como intensificador de sabor na indústria alimentícia, especialmente em produtos que requerem realce de umami. Seu sal dissódico, conhecido como guanilato dissódico (E627), é comumente adicionado a alimentos processados para melhorar o paladar.